# Calyptocephala ruficornis
Calyptocephala ruficornis es un coleóptero de la familia Chrysomelidae.
Fue descrita científicamente por primera vez en 1937 por Spaeth.